# Augustin Trapenard
Augustin Trapenard est un journaliste culturel et critique littéraire français, né le 3 avril 1979 dans le 15e arrondissement de Paris.

## Biographie

### Enfance
Fils de Gilles Trapenard, banquier reconverti dans l'élevage de chevaux près de Vichy, dans le Bourbonnais, et de Catherine Missoffe, enseignante, Augustin Trapenard a une sœur éditrice, Constance, et deux frères, Thomas et Vincent, respectivement entraîneur pour courses hippiques, et entrepreneur. Il vit son enfance entre Wimbledon, en Angleterre, et La Celle-Saint-Cloud, dans la banlieue ouest de Paris,.

### Études et publications (sélection)
Ancien élève du lycée Lakanal de Sceaux, puis de l'École normale supérieure de Lyon (2000), agrégé d'anglais, Augustin Trapenard enseigne la littérature anglaise et américaine à l'ENS Lyon de 2006 à 2009. Il commence une thèse sur l’œuvre d’Emily Brontë et la notion d’auteur à l’époque victorienne et dans ce cadre, effectue une année d'échange en tant que doctorant à l'Université de Californie, Berkeley aux États-Unis. En 2008, il rédige la postface de la première édition française des Devoirs de Bruxelles d’Emily Brontë (éditions Mille et Une Nuits) ; en 2009, il publie une série d’entretiens avec l’auteur américain Edmund White, initialement diffusés sur France Culture en juin 2004, Corps à corps (éditions de l'Aube - France Culture).

### Journalisme culturel
Critique littéraire un temps à Elle et au Magazine littéraire, il tient aussi une chronique intitulée « Figures de Donald » dans la revue America,de 2017 à 2021.
À la radio, il tient une chronique hebdomadaire sur Radio Nova et participe à l'émission de Joseph Macé-Scaron Jeux d'épreuves sur France Culture, avant de produire et d'animer durant l'été 2011 Toute, toute première fois  sur France Inter et Les Bonnes feuilles, les étés 2012, 2013 et 2014, sur France Culture. De septembre 2011 à juillet 2014, il produit le magazine littéraire hebdomadaire Le Carnet d'or sur France Culture, où il reçoit trois auteurs autour d'un thème, d'une actualité ou d'un enjeu d'écriture. De septembre 2013 à juillet 2014, il anime un rendez-vous quotidien de 3 minutes sur France Culture, où un libraire livre son « coup de cœur littéraire ». En septembre 2014, il rejoint la matinale de France Inter, à 9 h 10, avec Boomerang, interview d'un acteur du monde culturel, durant une demi-heure. Dans la matinale de la même chaîne, il recueille, lit et produit, pendant le premier confinement lié à la pandémie de Covid-19, du 21 mars au 5 juin 2020, les « Lettres d’intérieur » d’artistes divers,.
À la télévision, il tient une chronique littéraire sur la chaîne internationale France 24 avant de rejoindre, à la rentrée 2012, Le Grand Journal de Canal+,. En septembre 2016, il succède à Daphné Roulier à la présentation de l'hebdo cinéphile de Canal+, Le Cercle,, en propose au Festival de Cannes une variation quotidienne et en clair intitulée Le Petit Cercle et crée Le Cercle Séries, une émission consacrée à l'actualité des séries, en octobre 2019. De mai 2016 à janvier 2021, il incarne également l'émission littéraire 21 cm sur Canal+, qui propose un entretien mensuel avec un grand nom de la littérature dans des lieux inattendus,,.
Le 29 décembre 2020, il annonce sur Twitter « [quitter] Canal+ fin janvier [2021] » et y arrêter les présentations du Cercle et de 21 cm, dans un contexte de tensions créées par les licenciements de Sébastien Thoen puis de Stéphane Guy, lesquelles pourraient avoir influencé son départ. Sollicité par l'AFP à ce sujet, il n'a pas donné suite,.
Le 4 mai 2021, il annonce dans Télérama son « arrivée sur la nouvelle plateforme BrutX le 13 mai pour une émission littéraire mensuelle, et mobile, baptisée “Plumard” ».
Le 1er juillet 2022, France Inter confirme auprès du quotidien Le Parisien « l’arrêt de Boomerang avec Augustin Trapenard » au sein de la matinale.
Le 5 juillet 2022, il est annoncé qu'Augustin Trapenard remplacera François Busnel à la présentation de l'émission La Grande Librairie sur France 5 à partir de la rentrée suivante. François Busnel présente son successeur aux spectateurs au cours de la 500e émission.
À partir de mars 2024, il s'entretient avec des personnalités liées à la marque Yves Saint Laurent dans un podcast intitulé Talks.

### Jurys
Depuis 2011, il est membre du jury du prix Franz Hessel, prix franco-allemand de littérature contemporaine.
De 2015 à 2017, il est juré du prix Alexandre-Vialatte, prix de littérature.
En 2017, il est président du Grand Prix Poésie RATP.
Il est membre du jury de la Semaine de la critique du Festival de Cannes 2018, festival international de cinéma.
Il est membre du Grand Jury du Festival international de la bande dessinée d'Angoulême en 2019,.
Il est membre du Prix de la Photo Madame Figaro / Women in Motion aux Rencontres de la photographie d'Arles en 2019, et en 2024,.
Il est membre du jury du Nikon Film Festival en 2022,.
En 2024, il est le nouveau président du jury du Prix du Public France Télévisions au Festival international de la bande dessinée d'Angoulême, et président du jury des Prix France Télévisions,.
Il est membre du jury des ANDAM fashion awards 2024,.

### Vie privée
Augustin Trapenard est en couple depuis de nombreuses années avec Numa Privat, agent immobilier,. En février 2023, il raconte avoir été victime de violences sexuelles dans son enfance dans le podcast "Coming Out",.

## Œuvres

### Publications
- 2007 : Authorizing Emily: the Production of an Author-Function in Charlotte Brontë's 1850 Edition of Wuthering Heights and Agnes Grey, Études Anglaises[57]
- 2008 : Jane Eyre : De Charlotte Brontë à Franco Zeffirelli (écrit avec Frédéric Regard), éditions Sedes[58]
- 2008 : Devoirs de Bruxelles, Emily Brontë, (édition) Fayard/Mille et une nuits[59]
- 2009 : Corps à corps : entretiens avec Augustin Trapenard diffusés sur France Culture du 7 au 11 juin 2004 (ouvrage écrit avec Edmund White), L'Aube[60]

### Filmographie
Il a joué dans :
- 2014 : Les Yeux jaunes des crocodiles de Cécile Telerman : lui-même
- 2017 : Dix pour cent, épisode Isabelle de Jeanne Herry (série télévisée) : lui-même, intervieweur à la radio (voix seulement)
- 2017 : Paris etc. de Zabou Breitman (série télévisée) : lui-même
- 2018 : Mme Mills, une voisine si parfaite  de Sophie Marceau : lui-même, intervieweur à la radio (voix seulement)
- 2019 : Roxane de Mélanie Auffret : lui-même, intervieweur à la radio (voix seulement)
- 2019 : Selfie, segment Le Troll de Marc Fitoussi : lui-même
- 2020 : Tout simplement noir de Jean-Pascal Zadi et John Wax : lui-même, intervieweur à la radio
- 2022 : 50 nuances de Grecs (série d'animation) de Jul (auteur), saison 3, épisode 7 : Jésus (voix seulement)
- 2023 : Youssef Salem a du succès de Baya Kasmi : lui-même, intervieweur à la télévision
- 2023 : Louis 28 de Géraldine de Margerie et Maxime Donzel (série télévisée) : lui-même, intervieweur
- 2023 : Nouveau départ de Philippe Lefebvre : lui-même, intervieweur à la radio[61]
- 2023 : Tout va bien (série télévisée), épisode La Biche de Xavier Legrand : lui-même, intervieweur à la radio (voix seulement)[62]
- 2025 : Le Répondeur de Fabienne Godet : lui-même, intervieweur à La Grande Librairie[63]

## Distinctions
Le 19 février 2019, il reçoit le prix Philippe-Caloni 2018 du meilleur intervieweur de l'année,, prix institué en hommage au journaliste du même nom disparu en 2003.
Le 3 septembre 2019, il reçoit le Grand Prix des Médias CB News de la meilleure émission de radio pour son émission Boomerang sur France Inter.
Le 26 novembre 2019, il reçoit le prix HeForShe décerné par l'Organisation des Nations unies Femmes France et le magazine GQ pour son engagement pour l'égalité homme-femme dans l'exercice de son métier,.
En juillet 2020, il est nommé chevalier de l'ordre des Arts et des Lettres,.
Depuis le 27 mars 2018, il est le parrain de l’ONG Bibliothèques sans frontières, qui œuvre pour l’accès à la culture, l’information et l’éducation dans près de 50 pays.